# Донган, Томас, 2-й граф Лимерик
Томас Донган, 2-й граф Лимерик (англ. Thomas Dongan, 2nd Earl of Limerick; 1634 — 14 декабря 1715) — британский аристократ, член Ирландского парламента, армейский генерал-лоялист Английской гражданской войны и губернатор провинции Нью-Йорк. Известен тем, что на посту губернатора созвал первое Законодательное собрание Нью-Йорка и опубликовал «Хартию свобод и привилегий».

### Статьи
- Phelan, Thomas P. Thomas Dongan, Catholic Colonial Governor of New York (англ.) // Records of the American Catholic Historical Society of Philadelphia. — American Catholic Historical Society, 1911. — Vol. 22, iss. 4. — P. 207-237.